# Tintah (Minnesota)
Tintah – miasto w Stanach Zjednoczonych, w stanie Minnesota, w hrabstwie Traverse.